# Victor Williams

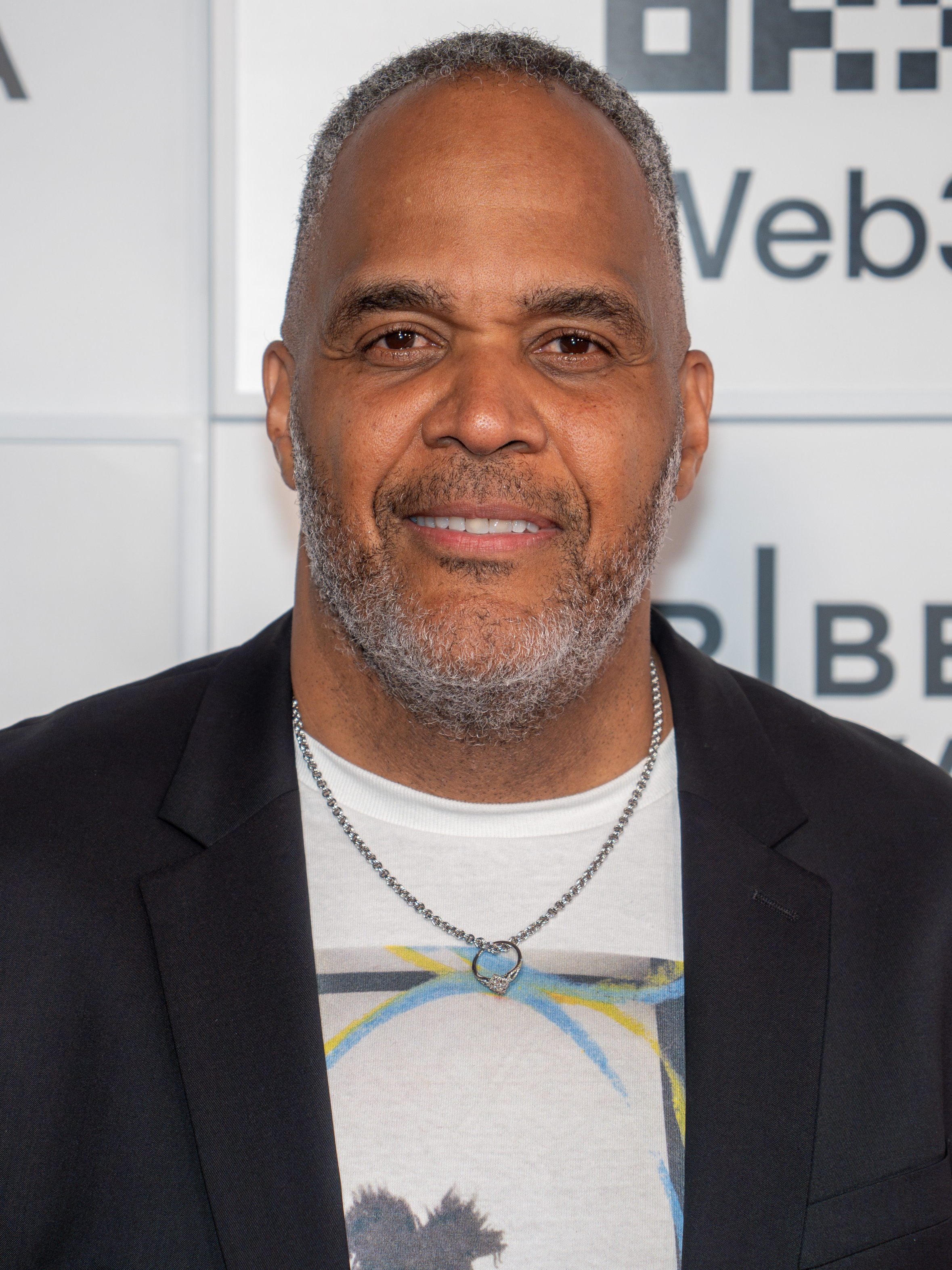
Victor Williams (2025)

Victor L. Williams (* 19. September 1970 in Brooklyn, New York) ist ein US-amerikanischer Schauspieler und Produzent.

## Leben und Karriere
Williams besuchte die Midwood High School in Brooklyn, New York und die Binghamton University. Seinen Abschluss als Schauspieler erwarb er an der Tisch School of the Arts.
Bekannt wurde er vor allem durch die Verkörperung der Rolle des Deacon Palmer in der Sitcom King of Queens. Weitere Rollen spielte er in Emergency Room und Law & Order. Außerdem hatte er eine Nebenrolle in dem Film Cop Land. 2016 hatte er eine Episodenrolle in der 3. Staffel von The Blacklist. 2017 war er in einer Folge der US-Fernsehserie Madam Secretary zu sehen.

## Filmografie (Auswahl)
- 1996: Homicide (Homicide: Life on the Street, Fernsehserie, Folge 4x18 Scene of the Crime)
- 1996: Rendezvous mit einem Engel (The Preacher’s Wife)
- 1997: Law & Order (Fernsehserie, Folge 7x10 Legacy)
- 1997: New York Undercover (Fernsehserie, Folge 3x14 The Solomon Papers)
- 1997: Profiler (Fernsehserie, Folge 1x18 Blue Highway)
- 1997: Cop Land
- 1998: In den Straßen von Brooklyn (A Brooklyn State of Mind)
- 1998–2001: Emergency Room – Die Notaufnahme (ER, Fernsehserie, 4 Folgen)
- 1998–2007: King of Queens (The King of Queens, Fernsehserie, 141 Folgen)
- 2000: Practice – Die Anwälte (The Practice, Fernsehserie, Folge 4x11 Blowing Smoke)
- 2001: Und plötzlich war es Liebe (Me & Mrs. Jones)
- 2003: With or Without You
- 2005: Traci Townsend
- 2005: Verliebt in eine Hexe (Bewitched)
- 2005: Love, Inc. (Fernsehserie, Folge 1x01)
- 2007: A New Tomorrow
- 2008: Girlfriends (Fernsehserie, Folge 8x13 Stand and Deliver)
- 2009: Fringe – Grenzfälle des FBI (Fringe, Fernsehserie, Folge 1x15 Inner Child)
- 2010: Blue Bloods – Crime Scene New York (Blue Bloods, Fernsehserie, Folge 1x02)
- 2012: NYC 22 (Fernsehserie, 6 Folgen)
- 2014: Good Wife (The Good Wife, Fernsehserie, Folge 6x09)
- 2014–2015, 2018: The Affair (Fernsehserie, 16 Folgen)
- 2016: The Blacklist (Fernsehserie, Folge 3x21 Susan Hargrave (Nr. 18))
- 2017: Sneaky Pete (Fernsehserie, 9 Folgen)
- 2017: Madam Secretary (Fernsehserie, 1 Folge)
- 2017: November Criminals
- 2018: The Sinner (Fernsehserie, 4 Folgen)
- 2018: Elementary (Fernsehserie, Folge 6x17)
- 2018: Land der Gewohnheit (The Land of Steady Habits)
- 2018: Bull (Fernsehserie, 2 Folgen)
- 2018–2019: Happy Together (Fernsehserie, 13 Folgen)
- 2020: Hunters (Fernsehserie)
- 2020: The Good Lord Bird (Fernsehserie)
- 2020: The Neighborhood (Fernsehserie, 1 Folge)
- 2021: FBI: Most Wanted (Fernsehserie, 1 Folge)
- 2022: The Righteous Gemstones (Fernsehserie, 1 Folge)
- 2023: Justified: City Primeval (Miniserie, 8 Folgen)
- 2024: Elsbeth (Fernsehserie, Folge 2x02 The Wrong Stuff)